# Chinese schermpalm

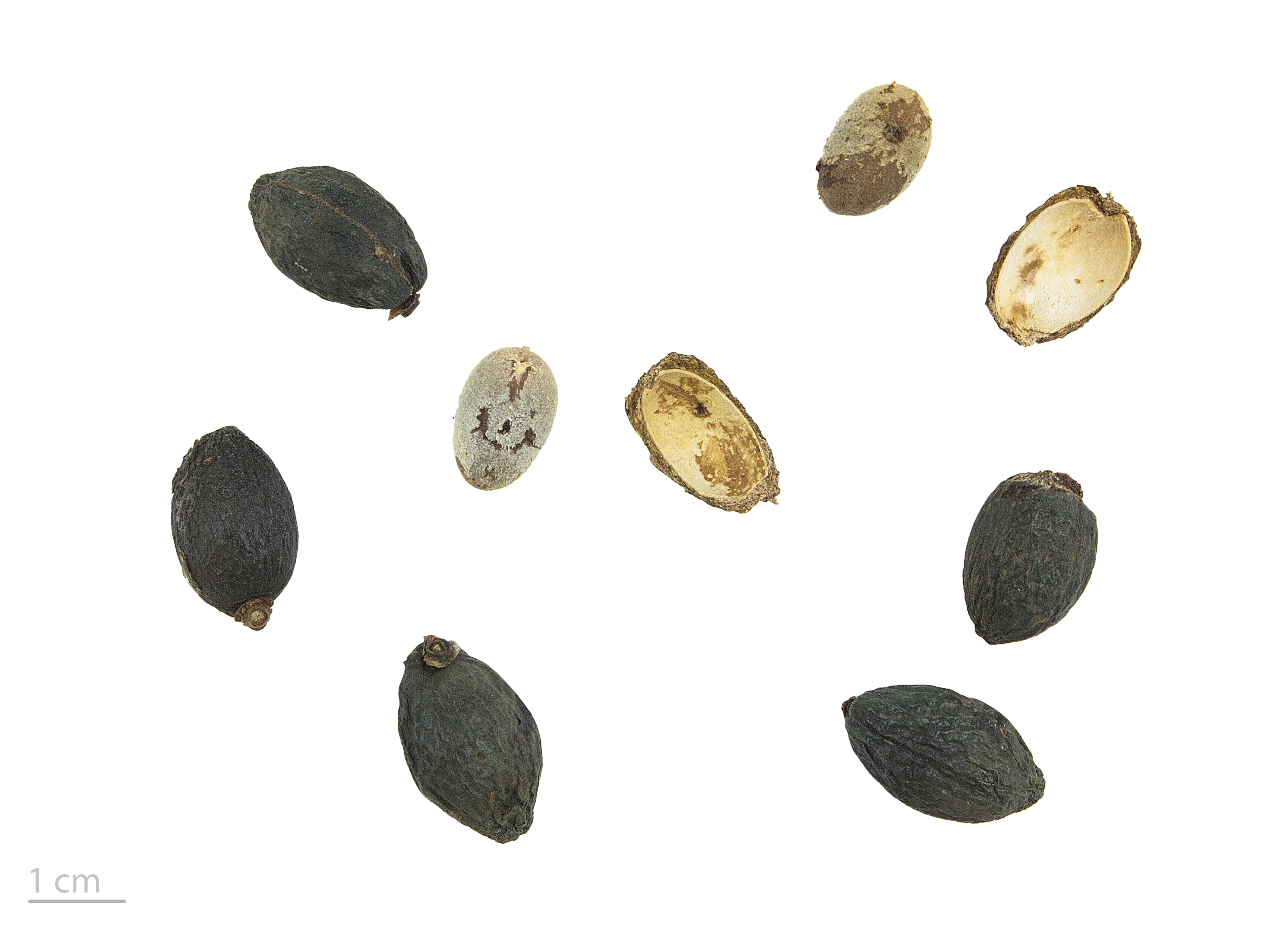
Livistona chinensis

De Chinese schermpalm (Livistona chinensis) (ook bekend als "Chinese waaierpalm") is een rechtopstaande, tot 15 meter hoge, subtropische palm met een bijna bolvormige kroon. De stam is grijsbruin met onduidelijke ringvormige littekens op de plekken waar de bladeren hebben gezeten. Onder de kroon bevinden zich ook oude bladresten. De bladsteel is korter dan de bladschijf. De bladeren zijn waaiervormig en inclusief de bladsteel tot 4 m lang. De deelblaadjes zijn tot op een kwart of een derde met elkaar verbonden en iets boven de helft omgeknikt en als draden neerhangend.
De bloemen zijn klein, geelachtig en groeien in sterk vertakte bloeiwijzen die tussen de bladeren verborgen zitten. De vruchten zijn blauwgroen, elliptisch en circa 2 cm lang.
De Chinese schermpalm komt van nature voor in Zuid-China en de Japanse Riukiu-eilanden. Hij wordt vooral in parken veel aangeplant.
De Livistona chinensis is een sterke kamerplant en was op einde 19e eeuw vaak samen met de palm Howea te vinden in interieurs. Schilderijen en prenten van 19e-eeuwse interieurs tonen het gebruik van deze palmen als kamerplant vanaf einde 19ee eeuw. De palm kan in de zomer buiten en een graad nachtvorst wordt overleefd.